# ドックサイドステージ
ドックサイドステージ（Dockside Stage）は東京ディズニーシーのアメリカンウォーターフロントにある野外劇場である。このステージはアメリカンウォーターフロントのランドマーク的存在である、S.S.コロンビア号の横に位置し、S.S.コロンビア号の一部もステージとして使われる。

## 設備
このステージの照明は、景観を確保するため、ショーが行われる時以外はステージのまわりにある建物や木箱の中に収納される。また、このステージは屋根が無いため、雨や雪や強風などの時はショーが中止になるが、海風が強い場合でもS.S.コロンビア号が風避けとなるため開催されることも多い。ただし、「テーブル・イズ・ウェイティング」のステージは、客席から観やすいように若干の傾斜が設けられていたため、小雨の場合でも公演が中止となる場合があった。ステージの左右には幕があり、ショーの進行状況に応じて様々な絵に変化させることができ、ステージの後ろにあるS.S.コロンビア号の側面にも大きな幕を掲げられるようになっている。
ステージの客席は、当初は椅子もなく直接地面に座り鑑賞していたが、のちにそごうがスポンサーについた時から椅子（ベンチ席）が設置され、ステージの外には柵が置かれた。
2003年4月12日から2008年4月15日の間はそごうがスポンサーとなっており、スポンサーマークの表記や、ショー開催時に「そごうがお送りする」といったアナウンスが行われていた。

## 公演内容
ドックサイドステージで開催された（現在、開催中を含む）公演を以下に記す。
- セイル・アウェイ （2001年9月4日〜2006年6月19日 休演期間あり）
- オータムナイト・スペシャルライブ（2004年9月4日〜2004年10月24日）
- Calla （2004年9月4日〜2004年10月24日）
- サウンド・オブ・クリスマス （2005年11月5日〜2005年12月25日）
- ダンス・ショーケース （2007年7月20日〜8月31日、2008年7月18日〜8月31日）
- テーブル・イズ・ウェイティング （2008年9月12日〜2008年10月31日）
- オーバー・ザ・ウェイブ （2006年7月14日〜2010年9月8日　休演期間あり）
- セブンライツ・オブ・クリスマス （2010年11月8日〜12月25日）
- テーブル・イズ・ウェイティング （2011年4月28日〜2017年3月17日）[1]
- ステップ・トゥ・シャイン （2017年7月11日〜2018年3月19日）[2]
- ハロー、ニューヨーク!（2018年7月10日〜2020年2月28日[3]）[4]
- ジャンボリミッキー!レッツ・ダンス!（2022年4月1日〜開催中）
- ニューイヤーズ・イヴ・セレブレーション

上記以外にも、東京ディズニーリゾート・ミュージック・フェスティバル・プログラムと呼ばれる、外部団体による公演も開催されている。